# Майдан (Полтавская область)
Майдан (укр. Майдан; до 2024 года — Першотравневое) — село,
Таверовский сельский совет,
Полтавский район (Полтавская область),
Полтавская область,
Украина.
Код КОАТУУ — 5325483203. Население по переписи 2001 года составляло 120 человек.

## Географическое положение
Село Першотравневое находится в 2,5 км от правого берега реки Чутовка.
Около села протекает пересыхающий ручей,
на противоположном берегу которого расположено село Майдан (Валковский район).

## Происхождение названия
Посёлок был назван в честь праздника весны и труда Первомая, отмечаемого в различных странах 1 мая; в СССР он назывался Международным днём солидарности трудящихся.
На территории Украинской ССР имелись 50 населённых населённых пунктов с названием Першотравневое и 27 — с названием Первомайское, из которых до тридцати находились в 1930-х годах в тогдашней Харьковской области, куда входил данный посёлок.

## История
- 2004 — изменён статус с посёлок на село.